# Litsea ovalifolia
Litsea ovalifolia (Wight) Trimen – gatunek rośliny z rodziny wawrzynowatych (Lauraceae Juss.). Występuje endemicznie na Sri Lance. 

## Morfologia
PokrójZimozielone drzewo dorastające do 13 m wysokości.
LiścieMają kształt od podłużnego do eliptycznego. Mierzą 3,5–12 cm długości oraz 2–6,5 cm szerokości. Nasada liścia jest od zaokrąglonej do prawie ostrokątnej. Blaszka liściowa jest całobrzega, o ostrym lub tępym wierzchołku. Ogonek liściowy jest owłosiony i dorasta do 6–17 mm długości.
KwiatySą jednopłciowe, zebrane w baldachy, rozwijają się w kątach pędów. Okwiat jest zbudowany z listków o owalnym kształcie i długości 2 mm.
OwoceMają elipsoidalny kształt, osiągają 8–13 mm długości i 6–9 mm szerokości.

## Biologia i ekologia
Roślina dwupienna. Rośnie w lasach. Występuje na wysokości od 1000 do 2300 m n.p.m.